# Marge in Chains
Marge in Chains, llamado Marge encadenada en España y Marge en cadenas en Hispanoamérica, es el penúltimo capítulo perteneciente a la cuarta temporada de la serie animada Los Simpson, emitido originalmente el 6 de mayo de 1993. Escrito por Bill Oakley y Josh Weinstein y dirigido por Jim Reardon, tiene como estrella invitada a David Crosby.

## Sinopsis
Después de que muchos residentes de Springfield compran una máquina exprimidora de jugos producida en Japón, el virus "Gripe de Osaka" azota la ciudad. La mayoría de los habitantes de la ciudad sufre la enfermedad, incluyendo a Homer, Bart, Lisa y Maggie. Sofocada por tener que cuidar de su familia, Marge accidentalmente olvida pagar una botella de whisky en el supermercado de Apu. Como el dueño del supermercado la denuncia, Marge es arrestada por hurto. Mientras espera para su juicio, Marge sufre la hostilidad de sus vecinos, quienes desconfían de ella, ya que piensan que les podría robar. El día del juicio, la familia contrata al abogado Lionel Hutz para defender a Marge, pero el jurado la encuentra culpable. Luego, el juez la condena a treinta días de prisión en la Cárcel para Mujeres de Springfield. 
La ausencia de Marge es sentida muy fuertemente en la casa, y Homer y sus hijos sobreviven a duras penas sin ella. Sin Marge, la casa se convierte en un desastre. La venta anual de pasteles de Springfield también sufre: sin los pastelitos especiales de Marge, las ventas no son suficientes para financiar una estatua de Abraham Lincoln, que sería puesta en el parque de Springfield. En su lugar, adquieren una de Jimmy Carter, el "monstruo" de la nación.  
La gente del pueblo, enojada por este suceso, comienza a usar la estatua como un arma para destruir la ciudad. Para evitar problemas y salvar su carrera, el alcalde Joe Quimby libera a Marge de la cárcel antes de tiempo. Los habitantes de Springfield la reciben felizmente, y se disculpan por haber desconfiado de ella. También inauguran una estatua en su honor, que resulta ser la de Jimmy Carter, pero con cabello al estilo de Marge.   
Finalmente, Bart y Lisa usan la estatua, que se ha convertido en un poste, para jugar voleibol.